# Philippe Berlan
Philippe Berlan, né le 21 mars 1968 à Montpellier, est un chef d'entreprise français.
Directeur général de Petit Bateau, puis dirigeant chez La Redoute dont il est directeur général de 2022 à 2024, il devient patron de la startup Ever Dye en 2024.

## Biographie
Il est diplômé de l'École nationale supérieure des mines de Paris où il est entré en 1988.
Il travaille chez Bossard Consultants de 1993 à 1997.
Il s'occupe ensuite du changement, du marketing stratégique puis de la vente au détail de la marque Petit Bateau. 
Il est directeur général délégué de Lancel en 2004. En 2006, il retourne chez Petit Bateau où il est directeur général jusqu'en 2009.
De 2010 à 2012, il dirige les activités non alimentaires de Casino.
En 2012, il rejoint La Redoute où il est d'abord directeur en charge des marques internes mode et maison, puis en 2013 directeur général adjoint et directeur commercial. Il est très actif dans la transformation de l'entreprise et il collabore avec Nathalie Balla et Eric Courteille pour la redresser en vue de la vente aux Galeries Lafayette en 2017,.
En 2022, les Galeries Lafayette, nouveau propriétaire de la société, le nomment directeur général de La Redoute,. En 2023, il poursuit un recentrage des activités de La Redoute sur la décoration et la maison aux dépens de son « activité historique du prêt-à-porter ». Il développe alors 2 marques : La Redoute Intérieurs et AM.PM,.
Il quitte La Redoute en juillet 2024, où il est remplacé provisoirement par Philippe Houzé.
A la mi-2024, il prend la succession de Ilan Palacci comme patron de la startup Ever Dye. Philippe Berlan était déjà actionnaire de cette société, dont l'objectif est de commercialiser un dispositif de pigmentation des tissus sans chauffage.